# As Meninas (Velázquez)
As Meninas é uma pintura de 1656 por Diego Velázquez, o principal artista do Século de Ouro Espanhol. Ela está hoje em dia no Museu do Prado em Madrid. A composição enigmática e complexa da obra levanta questões sobre realidade e ilusão, criando uma relação incerta entre o observador e as figuras representadas. Por essas complexidades, As Meninas é uma das obras mais analisadas da pintura ocidental.
A pintura mostra um grande aposento no Real Alcázar de Madrid durante o reinado do rei Filipe IV da Espanha, mostrando várias figuras da corte espanhola contemporânea representadas, de acordo com alguns analistas, em um momento específico como se fosse em uma fotografia. Algumas olham para fora do quadro em direção ao observador, enquanto outras interagem entre si. A jovem infanta Margarida Teresa está cercada por um séquito de damas de companhia, chaperone, guarda-costa, duas anãs e um cão. Pouco atrás deles está o próprio Velázquez, que se representa trabalhando em uma grande tela. O artista olha para longe, além do espaço pictórico onde o observador da pintura estaria. Ao fundo está um espelho que reflete o rei Filipe e a rainha Mariana. Eles parecem estar colocados fora do espaço da pintura em uma posição similar à do observador, apesar de alguns acadêmicos especularem que suas imagens são o reflexo da pintura em que Velázquez é mostrado trabalhando.
As Meninas foi reconhecida como uma das pinturas mais importantes na história da arte ocidental. O pintor barroco Luca Giordano afirmou que ela representa a "teologia da pintura", com o presidente da Academia Real Inglesa sir Thomas Lawrence descrevendo a obra em 1827 para David Wilkie como "a verdadeira filosofia da arte". Mais recentemente, foi descrita como a "realização suprema de Velázquez, uma demonstração bem consciente e calculada sobre o que uma pintura pode alcançar".

## Antecedentes

### Corte de Filipe IV

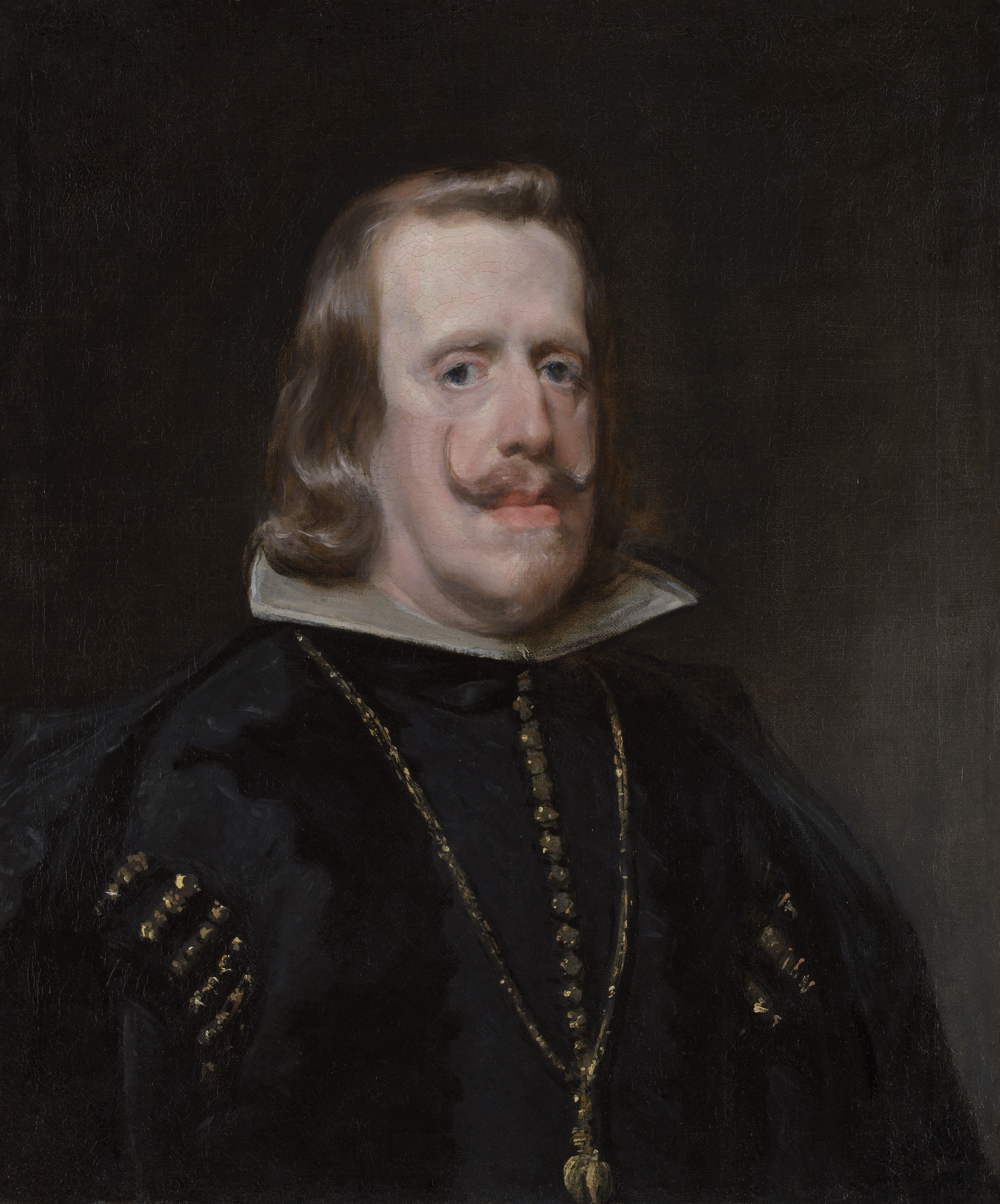
Filipe em 1656, por Velázquez.

Os pintores raramente gozavam de uma alta posição social na Espanha do século XVII. A pintura era considerada um ofício, não uma arte como poesia ou música. Mesmo assim, Diego Velázquez conseguiu subir pelas fileiras da corte do rei Filipe IV, sendo nomeado em fevereiro de 1651 como camareiro do palácio. O cargo lhe trouxe posição e recompensas materiais, porém seus deveres o deixavam com pouco tempo livre. Ele pintou apenas algumas obras, a maioria retratos da família real, nos últimos oito anos de vida.
Isabel da França, a primeira esposa de Filipe, morreu em 1644; o único filho do casal, Baltasar Carlos, morreu dois anos depois. Sem um herdeiro, o rei se casou em 1649 com Maria Ana da Áustria. Margarida Teresa foi a primeira filha deles e a única na época da pintura de As Meninas. Ela teve um irmão Filipe Próspero que morreu criança e então Carlos, que sucederia o pai no trono como Carlos II aos três anos de idade. Velázquez pintou retratos de Maria Ana e seus filhos, e apesar de Filipe resistir em ser pintado velho acabou permitindo que o artista o incluisse em As Meninas. Ele cedeu a Velázquez a peça principal do Real Alcázar de Madrid no início da década de 1650, que na época servia como museu do palácio, para usar como estúdio. É lá que As Meninas ocorre. Filipe tinha sua própria cadeira no estúdio e frequentemente sentava para assistir o pintor trabalhar. Apesar de restrito pela rígida etiqueta, o rei amante das artes parece ter tido uma relação incomumente próxima de Velázquez. Após a morte dele, Filipe escreveu "estou devastado" na margem do memorando que nomeava a escolha de seu sucessor.
Velázquez serviu como pintor da corte e curador durante as décadas de 1640 e 1650 da cada vez maior coleção de arte de Filipe. Ele aparentemente recebeu um nível de liberdade incomum nessa função. Supervisionou a decoração e desenho interior dos aposentos que tinham as pinturas mais valiosas, adicionando espelhos, estátuas e tapeçarias. Velázquez também foi responsável pelo fornecimento, atribuição e inventário da maioria das pinturas do rei. Ele era amplamente respeitado na Espanha por volta da década de 1650 como um conhecedor de artes. Grande parte da coleção do Museu do Prado atualmente – incluindo obras de Ticiano, Rafael e Peter Paul Rubens – foram adquiridas e reunidas durante a curadoria de Velázquez.

### O título
Esta tela figurava nos inventários do Alcázar de Madrid com o título de O Quadro da Família. Mais tarde, aparece catalogado no Museu do Prado em 1843 pelo seu diretor José de Madrazo com o nome de Las Meninas, título que teve um grande sucesso literário e que perdurou até o nossos dias. Tal título foi imposto ao quadro como referência a duas personagens que aparecem em ele e apoiando-se na descrição que faz da obra o pintor e escritor Antonio Palomino de Velasco (1555 - 1626) na sua obra Museu pictórico. Conta o senhor Palomino nesta obra que "dos damitas acompañan a la Infanta niña; son dos meninas". Com a palavra portuguesa "menina" chamavam as filhas de personagens da nobreza que entravam em Palácio como donzelas de honra das Infantas e as acompanhavam no seu séquito o tempo tudo. Somente recebiam este apelativo até chegarem ao momento do debute, portanto eram sempre damas muito jovens.
Outros títulos que aparecem nos inventários são: "A Sra. imperatriz Infanta da Espanha com as suas damas e criados e uma anã onde se retratou o pintor a si mesmo pintando" (por referência à infanta Margarida, futura imperatriz do Sacro Império) e "A Infanta Maria Teresa" (sendo tal referência equivocada

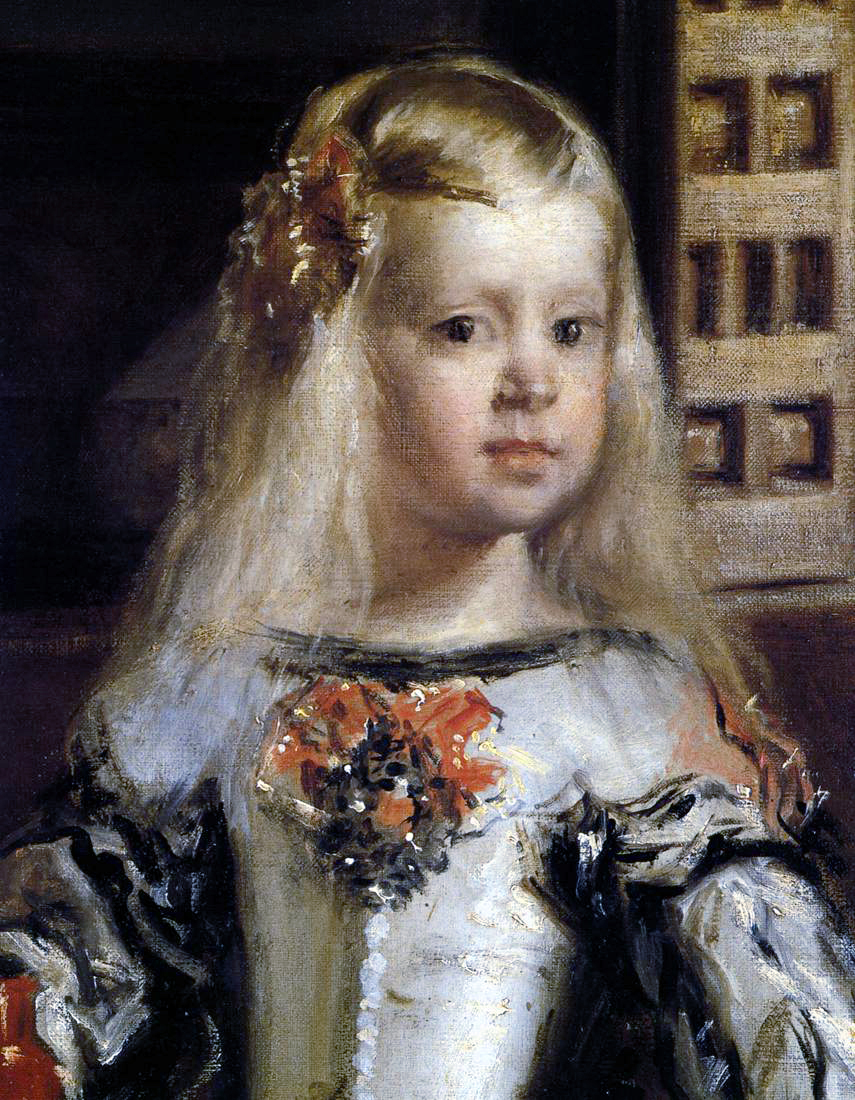
Infanta Margarida de Áustria, personagem central de As Meninas.

Dom Antonio Palomino escreveu uma biografia muito extensa e cheia de pormenores do pintor Velásquez. Muitos dos dados obteve-os do que lhe ia contando Juan de Alfaro, um pintor que fora discípulo de Velázquez nos últimos anos da sua vida. Seguindo a leitura de tal biografia, no terceiro volume subtitulado El parnaso español pitoresco laureado, podem-se conhecer algumas circunstâncias do quadro.
A pintura  terminou-se em 1656, data que encaixa com a idade que aparenta a infanta Margarida (uns cinco anos). Filipe IV e dona Mariana de Áustria|Mariana costumavam entrar com frequência na oficina do pintor, conversavam com ele e às vezes ficavam bastante tempo vendo-o trabalhar, sem protocolo algum. Isto era algo muito repetido na vida normal de Palácio e Velázquez estava afeito a estas visitas. Precisamente daí nasceu a ideia da confeição do quadro tal qual o realizou. O lugar onde trabalhava Velázquez era uma sala ampla do piso térreo do antigo Alcázar de Madrid que fora o aposento do príncipe Baltasar Carlos, morto em 1646, dez anos antes da data d'As Meninas. Quando o príncipe faleceu, reutilizaram esta estância coma oficina do pintor. É precisamente este lugar  o que aparece retratado no quadro, por isso o ambiente que pode ver-se é de algo quotidiano e familiar.
Segundo o inventário redigido após a morte de Filipe IV (1665), o quadro achava-se então no seu escritório, para onde houve de ser pintado. Estava pendurado junto a uma porta, e à direita achava-se um vitral. Conjeturou-se que o pintor desenhou o quadro expressamente para tal lugar, com a fonte de luz à direita, e até mesmo que o pensou como um truco visual: como se a sala de As Meninas se prolongasse no espaço real, no lugar onde o quadro era exposto.
No incêndio que destruiu o Alcázar de Madrid (1734), este quadro e outras muitas jóias artísticas tiveram de resgatar-se apressadamente; algumas recortaram-se dos seus quadros e arrojaram pelas janelas. A este contratempo atribui-se um deterioro (orifício) na bochecha esquerda da infanta, que por sorte foi restaurado na época com bons resultados, pelo pintor real Juan García de Miranda. O quadro reaparece nos inventários do novo Palácio de Oriente, até ser deslocado para o Museu do Prado. Em 1984, no meio de forte controvérsia, foi restaurado baixo direção de John Brealey, experto do Museu Metropolitano de Nova Iorque. A intervenção reduziu-se melhor a eliminar camadas de verniz , que amarelaram e alteravam o efeito das cores. O estado atual da pintura é excepcional, especialmente se se levar em conta o seu grande tamanho e antiguidade.

## Descrição

### Personagens

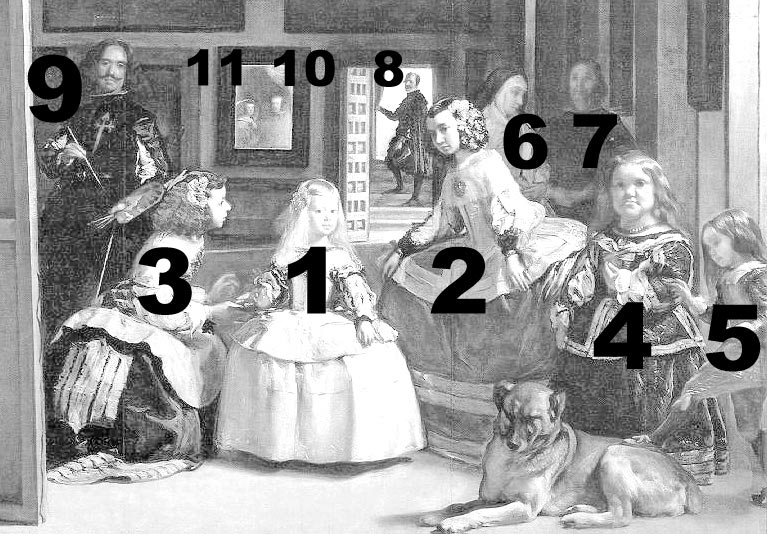
Numeração das personagens de As Meninas.

A numeração das personagens corresponde à que aparece na ilustração da direita.
- 1- A infanta Margarida, a primogênita dos reis, é a figura principal. Tem cinco anos e está acompanhada pelas suas meninas e de outros personagens. Vai vestida com o guardainfante e a basquinha gris e creme. É a alegria dos seus pais como única sobrevivente dos vários filhos que foram nascendo e falecendo. A infanta Margarida foi a pessoa da família real mais retratada por Velázquez. Conservam-se dela sobressalentes retratos no Museu Kunsthistorisches de Viena. Pintou-a pela primeira vez quando não cumprira os dois anos de idade. Esse quadro encontra-se em Viena e é considerado como uma das jóias da pintura infantil.
- 2- Dona Isabel de Velasco, filha do conde de Fuensalida que contraiu matrimônio com o duque de Arcos, a outra criança, está ao outro lado, em pé, vestida com a saia ou basquinha de guardainfante, em atitude também de fazer uma reverência.
- 3- Dona Maria Agustina Sarmiento de Sotomayor, criada da infanta, filha do conde de Salvatierra e  herdeira do Ducado de Abrantes por via materna  do sua mãe Catalina de Alencastre, que contrairia matrimônio mais tarde com o conde de Peñaranda, Grande da Espanha. Agustina  preitearia pelos seus direitos a suceder no Condado de Monterrey. A Infanta pediu água para beber e D. Maria Agustina ofereceu-lhe sobre uma bandeja um jarro de argila porosa e perfumada que refrescava a água. A criança inicia o gesto de se reclinar frente da real pessoa, gesto próprio do protocolo de palácio.
- 4- Mari Bárbola é a anã hidrocéfala que vemos à direita. Entrou em Palácio em 1651, ano em que nasceu a infanta e a acompanhava sempre no seu séquito.
- 5- Nicolasito Pertusato, italiano, está ao seu lado e aparece batendo com o seu pé_a um mastim pintado em primeiro término, com ar tranquilo. Nicolasito chegou a ser ajuda de câmara em Palácio.
- 6- Dona Marcela de Ulloa está detrás de Dona Isabel. Vai enfeitada com tocas de viúva. Era a Camareira-Mor (ou guarda-mor da princesa) viúva de Dom Diego de Portocarrero e mãe do famoso cardeal Portocarrero e antes servira à condessa de Olivares.
- 7- O personagem que está ao seu lado, meio em penumbra, é um guarda-damas mas não o menciona Palomino no seu conto, embora os estudos recentes asseguram que se trata de dom Diego Ruiz Azcona, prelado basco de família fidalga que fora bispo de Pamplona e arcebispo de Burgos, ostentando o cargo de Aio dos Infantes da Espanha.

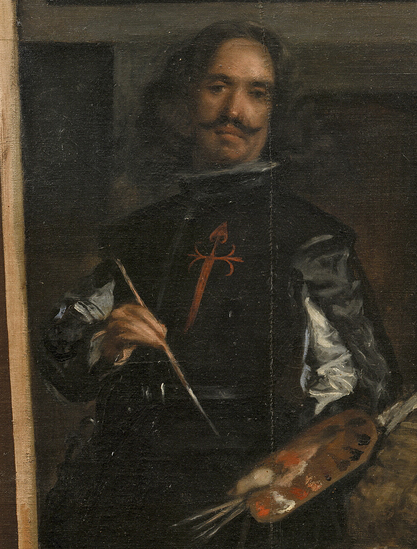
À esquerda do quadro, encontra-se o pintor diante de uma grande tela; acredita-se que este é o melhor auto-retrato de Velázquez. Sobre o seu peito encontra-se, pintado posteriormente, o emblema da ordem de Santiago.

- 8- Dom José Nieto Velázquez (talvez parente do pintor) é a personagem que se vê ao fundo do quadro, na parte luminosa, atravessando o corredor por um vão cuja porta aberta nos amostra os típicos quarterões tão de moda naqueles tempos. Este senhor foi chefe da Tapiçaria e Aposentador da rainha. Como diz o crítico de arte Harriet Stone não se pode estar seguro se a sua intenção é sair ou entrar da sala.[13]
- 9- À esquerda e diante duma grande tela, o espectador vê ao autor da obra, Velázquez. Está de pé e mantém nos seus mãos a paleta e o pincel, numa atitude pensativa, como se examinasse aos seus modelos antes de aplicar outra pincelada. Está trabalhando rodeado de umas personagens cuja identidade é conhecida totalmente.
- 10 e 11- Filipe IV e a sua esposa Mariana de Áustria, em plano recuado do quadro, refletem-se num espelho detrás do pintor. Com o espelho, revela-se o que Velázquez está a pintar: pinta os Reis, que posam "fora do quadro", mais ou menos no lugar onde está o espectador. É um truque que nos integra na pintura, fusionando realidade e aparência.

### Outros elementos
Acima do espelho no que se refletem os reis veem-se dois quadros. São cópias realizadas por Juan Bautista del Mazo de Minerva e Aracné, de Peter Paul Rubens, e Apolo e Pan, de Jacob Jordaens. Ambos os quadros achavam-se efetivamente em tal salão, segundo documentos da época; mas acredita-se que Velázquez os reproduziu porque escondem alusões à obediência devida aos reis e ao castigo que acarreia descumpri-la.
Velázquez nos apresenta nesta obra a intimidade do Alcázar de Madrid, e com a sua mestria nos faz penetrar numa terceira dimensão: o espaço, plasmado mais com luzes e sombras que com linhas de perspectiva. É costume dizer que Velázquez chegou a plasmar a perspectiva aérea: que "pintava o ar". Conheceu livros de óptica e ademais observou o efeito que as distâncias, a luz e outros agentes exerciam sobre as formas e cores. Com a sua atual situação e iluminação, As Meninas não amostra plenamente tal efeito, pois requer uma luz mais tênue e focalizada, a habitual nas salas palacianas. Anteriormente a obra fora pendurada em outra sala mais reduzida do Museu do Prado, mas foi mudada de lugar para facilitar o incessante fluxo de turistas.
A infanta Margarida segura um pequeno jarro. Conhecida como búcaro, a simples peça de cerâmica era um dos muitos artesanatos que os exploradores espanhóis levavam do Novo Mundo para o Velho Mundo. O brilho característico do jarro e o tom avermelhado distinguem-no como um produto de Guadalajara, no México. Uma mistura de especiarias incorporadas na argila quando o vaso era fabricado garantia que qualquer líquido contido ali fosse delicadamente perfumado. Nos círculos aristocráticos espanhóis do século XVII, tornou-se moda entre meninas e jovens mulheres mordiscar as bordas dos jarros de argila e lentamente devorá-los por completo. Uma consequência química do consumo da argila era um clareamento da pele, o que, na época, era uma aspiração estética e uma demonstração de riqueza.

## Teorias

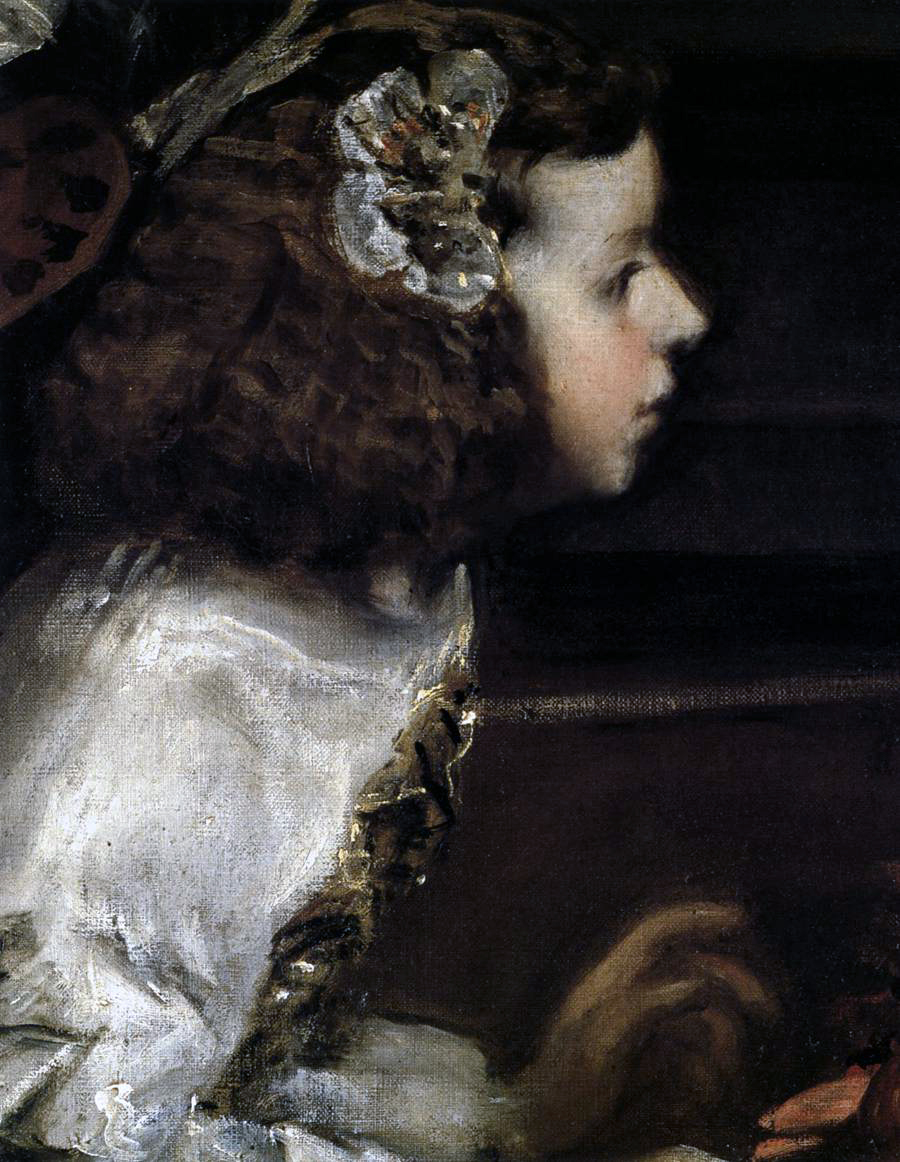
María Agustina Sarmiento de Sotomayor, Menina real, em As Meninas.

Apesar da grande quantidade de escritores de qualquer gênero que buscaram uma significação definitiva, enquanto não apareça documentação concludente devemos admitir que nenhuma interpretação individual poderá dar resposta aos problemas implicados em As Meninas. Vários historiadores opinam que, como boa obra barroca, esconde vários mensagens solapados, que unicamente o público culto da Corte podia captar.
A interpretação mais fácil é descrever a imagem como uma cena habitual em palácio. Segundo Jonathan Brown, que recolhe nos seus textos diversas teorias anteriores (Sohener), a cena representa o momento em que a infanta Margarida chegou ao estúdio de Velázquez para ver trabalhar o artista. Em algum momento antes que suba a "cortina" pediu água que agora oferece à dama ajoelhada à esquerda. No momento em que esta acerca à princesa uma pequena jarra, o rei e a rainha entram no cômodo refletindo-se no espelho da parede do fundo. Uma a uma, embora não simultaneamente, as pessoas congregadas começam a reagir frente da presença real. A dama de honra da direita que foi a primeira em vê-los, começa a fazer a reverência. Velázquez notou também a sua aparição e detém-se no meio do trabalho. Mari Bárbola não teve tempo ainda de reagir. A infanta, que estava olhando a Nicolasito Pertusato brincar com o cão, olha de repente para a esquerda, em direção aos reis, embora a sua cabeça permanece ainda volta em direção ao anão. Esta é a razão do estranho efeito de deslocamento entre a posição da cabeça e a direção da sua olhada. Agustina Sarmiento, ocupada em servir a água à princesa, não se deu conta ainda da presença dos reis, o mesmo acontece à senhora de honra em conversação com o guarda-damas que acaba de aperceber-se.

A partir de tal descrição, são propostas possíveis mensagens ou simbolismos. Um deles é  Diego Velázquez estar reivindicando a nobreza da pintura, o qual observava os pintores do século XVII. Naquela época, a pintura era subestimada como uma profissão sujeita a impostos, como os sapateiros e todos os outros artesãos. Isto não ocorria na Itália, onde os pintores eram tratados como criadores cultos; El Greco, que trabalhara em esse país, viveu nas suas carnes a pouca estima que mereciam os artistas na Espanha. Velázquez quereria proclamar a nobreza da sua arte cometendo uma "ousadia":  incluiu-se a si mesmo num retrato da família real, ocupando um posto destacado e relegando os reis a uma imagem diminuta. Mas se tem de precisar que a presença dos reis não é "real", senão um reflexo; os reis estão na sala com o pintor, não ao seu lado mas a certa distância. Deste jeito, sem violentar o protocolo, Velázquez alardeia da sua posição na Corte e reclama para a profissão de pintor um tratamento acorde como servidor do rei. Como diz Tolnay: 
| “ | As Meninas são como um manifesto sobre a pintura como arte liberal. | ” |

A presença tão destacada da infanta Margarida interpretou-se como uma alusão política, pois ela era a única descente com opções de herdar o trono. Sua irmã maior Maria Teresa ia casar-se com o rei da França e isso excluía-a do trono espanhol. De acordo a esta situação, alguns sugestionam que o reflexo dos reis no espelho é um símbolo de apoio ou exemplo que a infanta tem de levar em conta para o seu futuro. Finalmente, ela não herdou o trono, pois Filipe IV chegou a ter um herdeiro varão (Carlos II).
Outra hipótese mais arriscada, avançada por Ángel do Campo e Francês nos anos 70-80, sugestiona que Velázquez introduzira adivinhações de Astronomia, ao situar as personagens segundo uma constelação de estrelas ("Margarita Coronae") cujo centro chama-se Margarida (como a infanta situada no centro).
Também se interpretaram alguns personagens como alegorias; assim, a anã Mari Bárbola tem uma bolsa de moedas nas mãos, elemento incongruente exceto que simbolizasse a cobiça. O anão Nicolasito Pertusato, que molesta o cão, seria o Mal, importunando a Fidelidade. Embora esta interpretação pareça muito ousada, é certo que o Mal consta em tratados de Iconografia como uma personagem vestida de vermelho, e o cão é símbolo de Fidelidade e de alerta ante os perigos. É preciso recordar, para além disso, que Velázquez possuía livros de iconografia, como o de Cesare Ripa;

### Estruturação

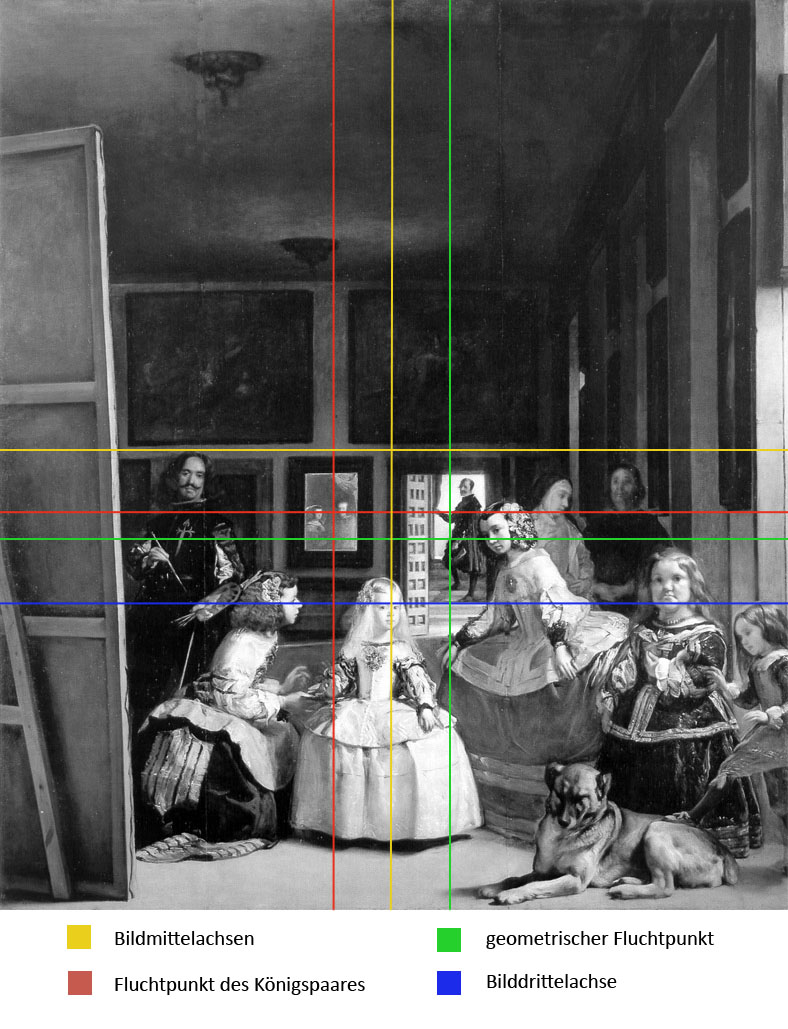
Esquema geométrico de composição dAs Meninas.
Amarelo: eixos do centro da imagem.
Azul: eixo do terço da imagem.
Verde: Ponto de fuga geométrico.
Vermelho: Ponto de fuga dos reis

O quadro pode ser estruturado em diferentes espaços. A metade da obra é dominada por um espaço desértico, no qual Velázquez pinta o ar, e um espaço virtual para onde o pintor dirige a olhada que é onde, supostamente, estão os reis ou bem os espectadores. Outro espaço importante é o do ponto de fuga do fundo do quadro, muito luminoso, onde uma personagem foge da intimidade do momento. Um terceiro espaço é o pequeno espelho; e finalmente,  o da luz dourada que se aprecia nas figuras da infanta, as crianças, a anã e o cão. São espaços reais e virtuais que formam a realidade fantástica do quadro.
Uma das características principais da pintura é o seu caráter misterioso que conduz a estabelecer diferentes princípios de interpretação. O desacordo existe já na primeira ação que está descrevendo o quadro. As Meninas são:
- O retrato da Infanta. A infanta chama a atenção de outras figuras, tem uma posição central no quadro e além disso, existe a tensão especial em relação ao foco brilhante.
- Um auto-retrato de Velázquez. O pintor aparece como uma torre e destaca-se sobre as outras figuras da pintura.
- Um retrato de grupo ou familiar. Ademais há o casal real que surge na superfície do retângulo e está apresentada num espelho na parede do fundo como um reflexo.[21]

Por outro lado, o fato de a maior parte das figuras olharem para fora do quadro, provoca que se distingam diferentes pontos de vista luminosos a partir de um foco ao qual as figuras dirigem as suas olhadas:
1. o casal real que é olhado pelo espectador;
2. o espectador;
3. o espectador que se considera numa superfície de espelho grande.[22]

Também se faz a pergunta sem resposta de que quadro estava representando o pintor, quadro do qual o espectador só vê a parte de atrás. Também aqui há três interpretações possíveis:
1. o pintor representa a casal real, que está na área não visível;
2. o pintor representa a infanta;
3. o pintor representa-se a si mesmo.[23]

### Seção áurea  e análise da obra

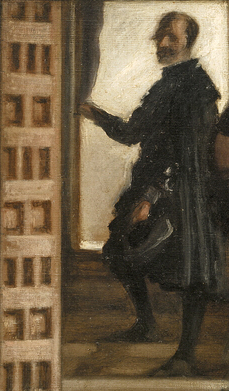
Detalhe da porta do fundo onde se encontra José Nieto, ponto de fuga do quadro.

Muitos artistas do Renascimento empregaram a seção áurea nos seus desenhos, por exemplo o grande mestre Leonardo Da Vinci, já em 1509 o matemático Luca Pacioli, publicou o livro De Divina Proportione e em 1525 Alberto Durero publicou Instrução sobre à medida com regra e compasso de figuras planas e sólidas, onde descrevia como traçar a espiral baseada na seção áurea com regra e compasso, que se conhece com o nome de "espiral de Durero" Velázquez na composição áurea do seu quadro As Meninas, ordena-o com a mencionada espiral, o centro é justo o peito da infanta Margarida, marca o centro visual máximo de interesse e o significado simbólico do lugar reservado para os escolhidos, como era tradição na Europa, que o monarca ocupara o lugar central e de privilégio nas cerimônias. Não se tem de esquecer que, no momento da criação da pintura, a infanta Margarida era a pessoa mais indicada como sucessora ao trono, já que Filipe IV não tinha nesse momento nenhum filho varão.
O ponto de fuga da perspectiva está trás da porta, onde se encontra José Nieto; precisamente ali é onde vai a vista à procura da saída do quadro; a grande luminosidade existente neste ponto provoca que a olhada se fixe nesse lugar.
Apesar dos séculos que passaram desde que se pintou, a qualidade técnica do quadro, com o tratamento da textura fina e as pinceladas que parecem compactas aplicadas com uma grande mestria, faz possível que não se observe quase nenhuma fenda em todo o quadro. As medidas originais da tela foram ligeiramente retocadas numa primeira restauração na que o quadro se voltou a entelar. Na beira superior e o lado lateral direito pode-se detectar as sinais que deixaram os cravos que fixavam a tela ao caixilho; foi recortada pelo lado esquerdo e fez-se uma pequena dobrez para possibilitar a nova sujeição. Parece que apenas se perdeu um pouco na margem.
Velázquez utiliza os brancos de chumbo, sem quase misturas, em diversos pontos do quadro como nas camisas, os punhos de Mari Bárbola ou a manga direita de Agustina Sarmiento; fá-lo com um toque rápido e decidido que consegue o reflexo das vestiduras e adornos, como no caso da infanta Margarida ou na camisa do próprio pintor. Nos cabelos da infanta e nos seus adornos, também se aprecia a arte da pincelada do mestre. Nas quatro figuras femininas do primeiro término observa-se um tratamento similar; os vestidos denotam a categoria e a classe de tela de cada um de eles. No caso de Nicolasito Pertusato, a definição fica mais apagada. Velázquez empregou toques de lápis-lazúli sobretudo no vestido de Mari Bárbola, e fê-lo com o objetivo de conseguir reflexos na cor profunda deste vestido.

### Espelho e cenas refletidas

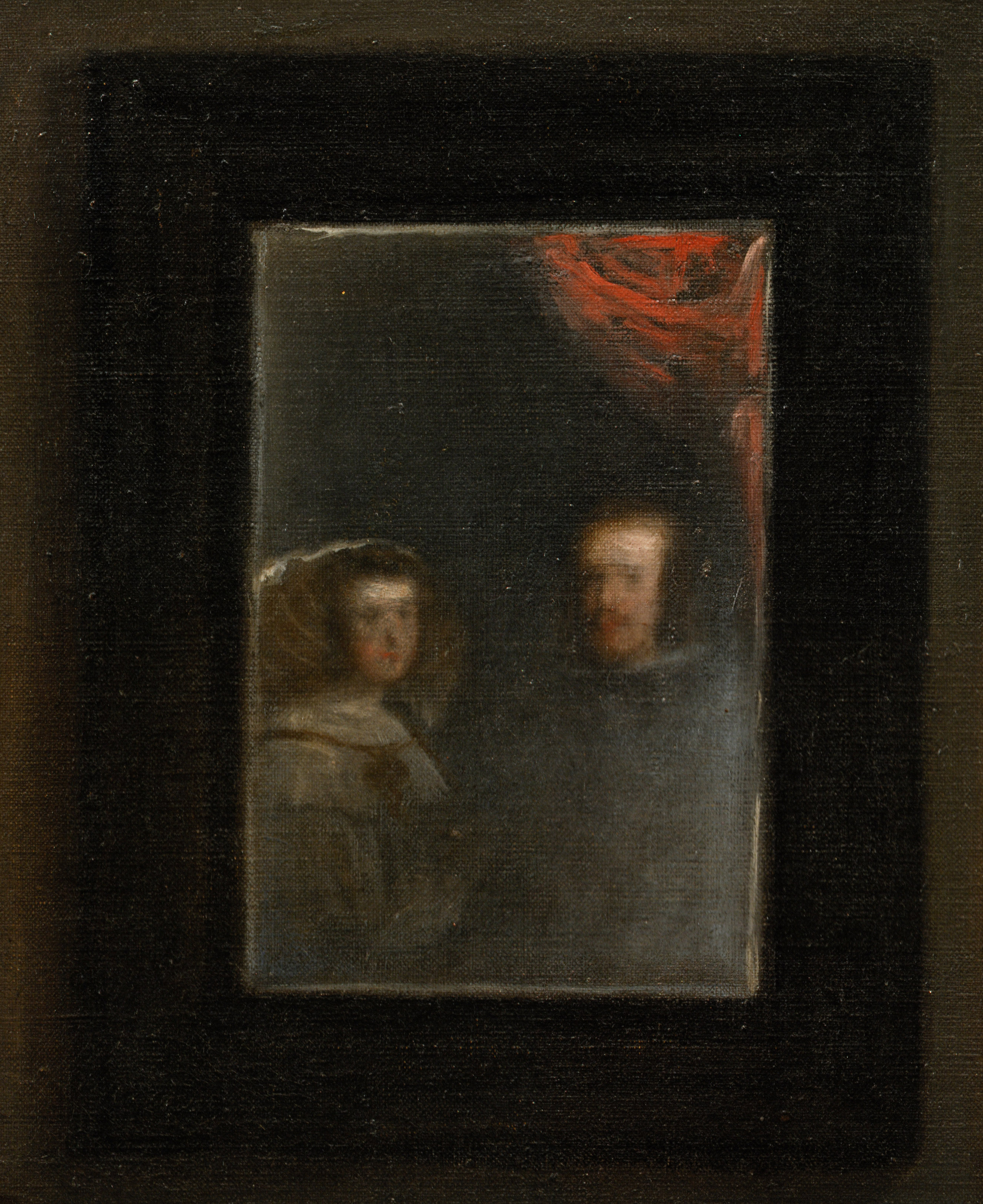
Detalhe de As Meninas. Espelho do fundo onde estão refletidos Filipe IV da Espanha e Mariana de Áustria.

A estrutura espacial e a posição do espelho estão de tal maneira que parece que Filipe IV e Mariana, encontraram-se ao lado da pintura, no lugar onde se encontra o observador da tela, diante da infanta e os seus acompanhantes. Segundo Janson, não somente a infanta e os seus serventes estão para distrair o casal real, mas a atenção de Velázquez foca-se em eles enquanto pinta o seu retrato. Embora somente possam ser vistos refletidos no espelho, a representação do casal real tem um lugar central na pintura, tanto pela hierarquia social quanto na composição do quadro. Como espectadores, em relação a eles, a nossa posição é incerta. A questão é saber se o observador da pintura fica perto do casal real, ou se os substitui e contempla a cena com os seus próprios olhos; é uma questão que gerasse polêmica. A segunda hipótese é, para saber qual é o objetivo das olhadas de Velázquez, da infanta e de Mari Bárbola, que olha diretamente para o observador da pintura.
N´As Meninas supõe-se que a rainha e o rei estão fora da pintura, e o seu reflexo no espelho situa-os no interior do espaço pictórico. O espelho, situado sobre o triste muro do fundo, amostra o que há: a rainha, o rei e, segundo as palavras de Harriet Stone, as gerações de espectadores que vieram tomar o sítio que o casal tem no quadro.
Os personagens refletidos no espelho estão elaborados de maneira mais rápida e com uma técnica esboçada. Um espelho sobre o muro do fundo reflete os bustos dos reis, que talvez estavam posando para ser retratados, e são surpreendidos pela visita da sua filha e os seus acompanhantes. Uma hipótese alternativa do historiador H.W. Janson é que o espelho reflete a tela de Velázquez, tela que já tem pintada com a representação dos reis.

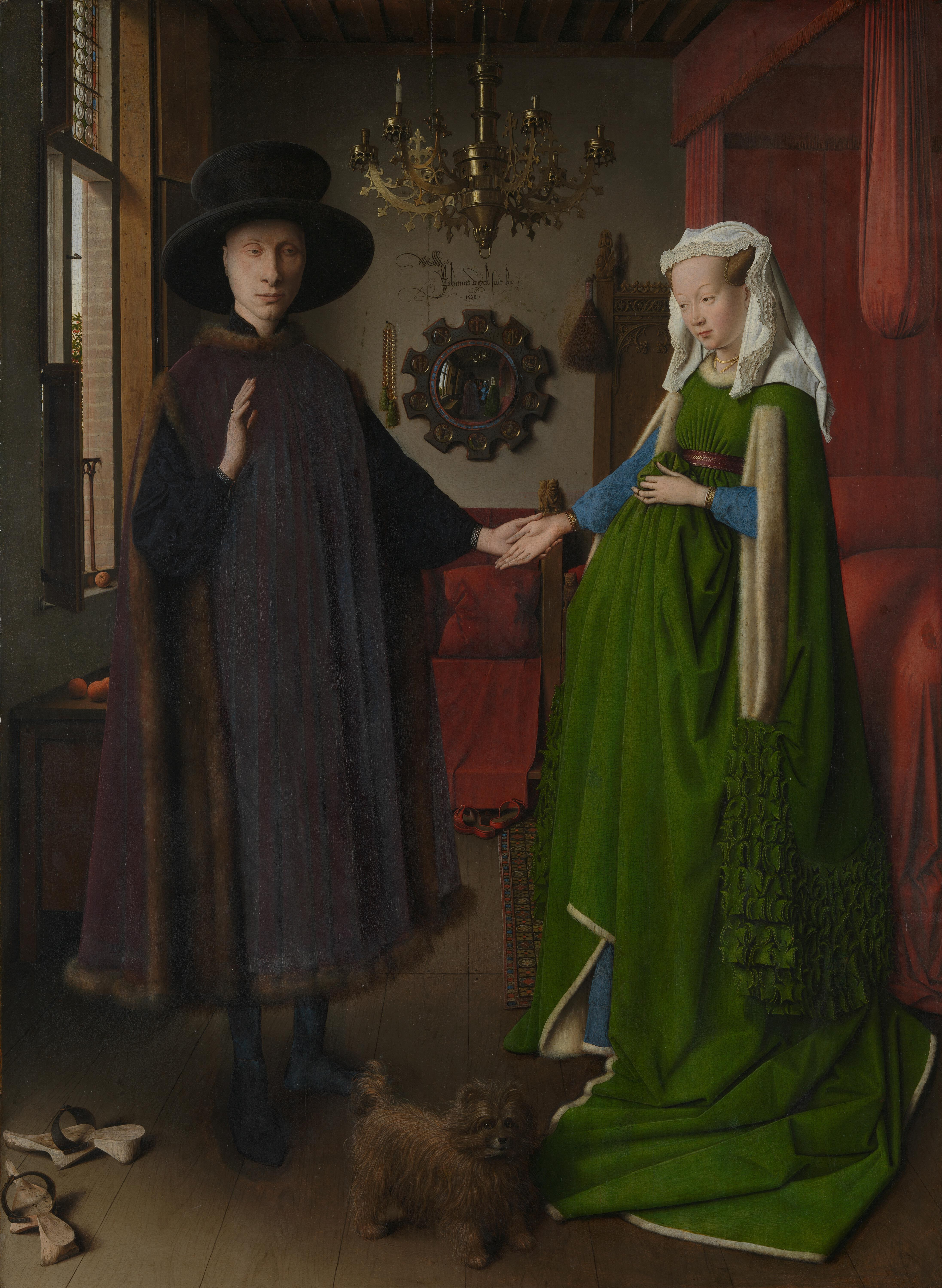
O Casal Arnolfini de Jan van Eyck (1483). É uma imagem refletida dentro de um espelho, como na pintura de As Meninas e é muito possível que inspirasse a Velázquez.

Provavelmente As Meninas estiveram influenciadas pela tela de Jan van Eyck, O Casal Arnolfini. Quando Velázquez estava pintando As Meninas, o quadro de Van Eyck fazia parte da coleção de palácio de Filipe IV e Velázquez, sem dúvida, conhecia muito bem esta obra. Em O matrimônio Arnolfini, há também um espelho na parte posterior da cena pictórica, que reflete duas personagens de frente e um casal de costas. Embora estes personagens sejam muito pequenos para serem identificados, uma hipótese é que uma das imagens corresponde ao pintor, justo no momento de entrar a pintar. Segundo Lucien Dällenbach:
| “ | O espelho d´As Meninas fica diante do observador, como no quadro de Van Eyck. Mas o procedimento aqui é mais realista: o espelho, na parte posterior, não é convexo senão plano. Enquanto no quadro de Van Eyck os objetos e as personagens são recompostos num espaço deformado e condensado pela curvatura do espelho, Velázquez recusa jogar com as leis da perspectiva: para quem esteja diante do quadro, ele projeta sobre o espelho os sósias perfeitos do rei e a rainha. Além disso, amostra as personagens que são observadas pelo pintor e, ao mesmo tempo, mediante o espelho, podem-se ver os indivíduos que entram e que dirige a atenção para Velázquez, terminando numa reciprocidade de olhadas que traz como consequência que a imagem saia do seu quadro e convide o visitante a entrar na tela. | ” |

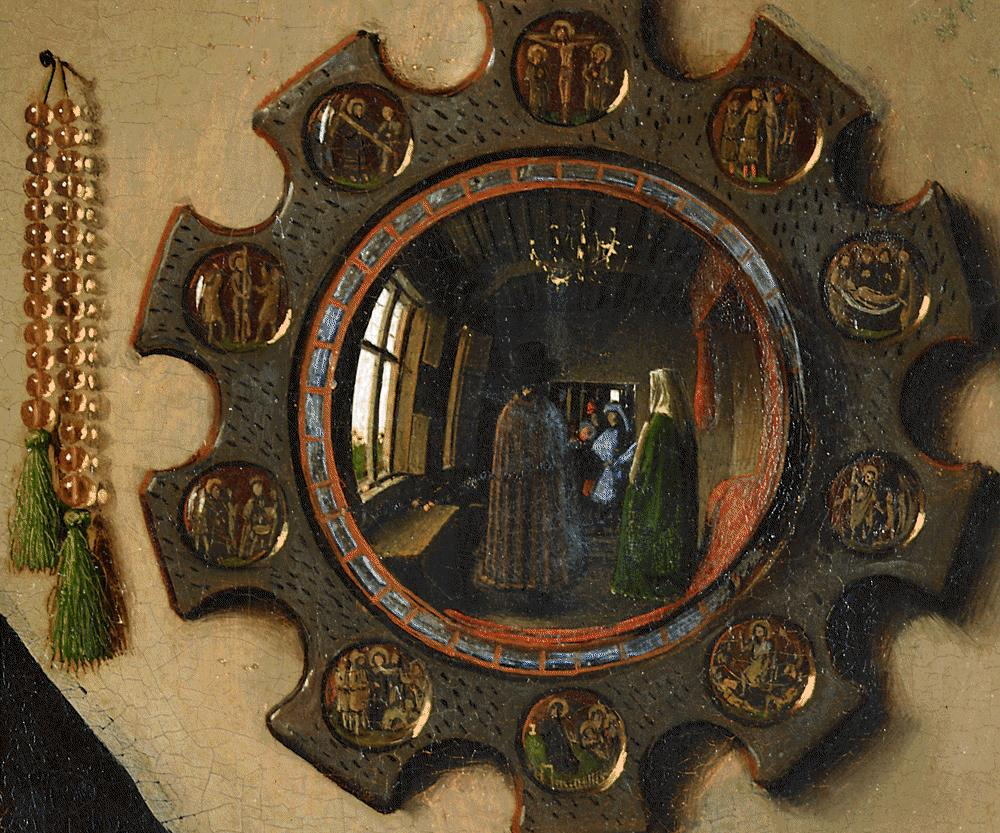
Detalhe do espelho d´O Casal Arnolfini de Jan van Eyck. Van Eyck amostra-se a si mesmo mediante o espelho. O espelho d´As Meninas pode ser visto como uma imagem que visa a representar o casal real dentro do espaço pictórico.

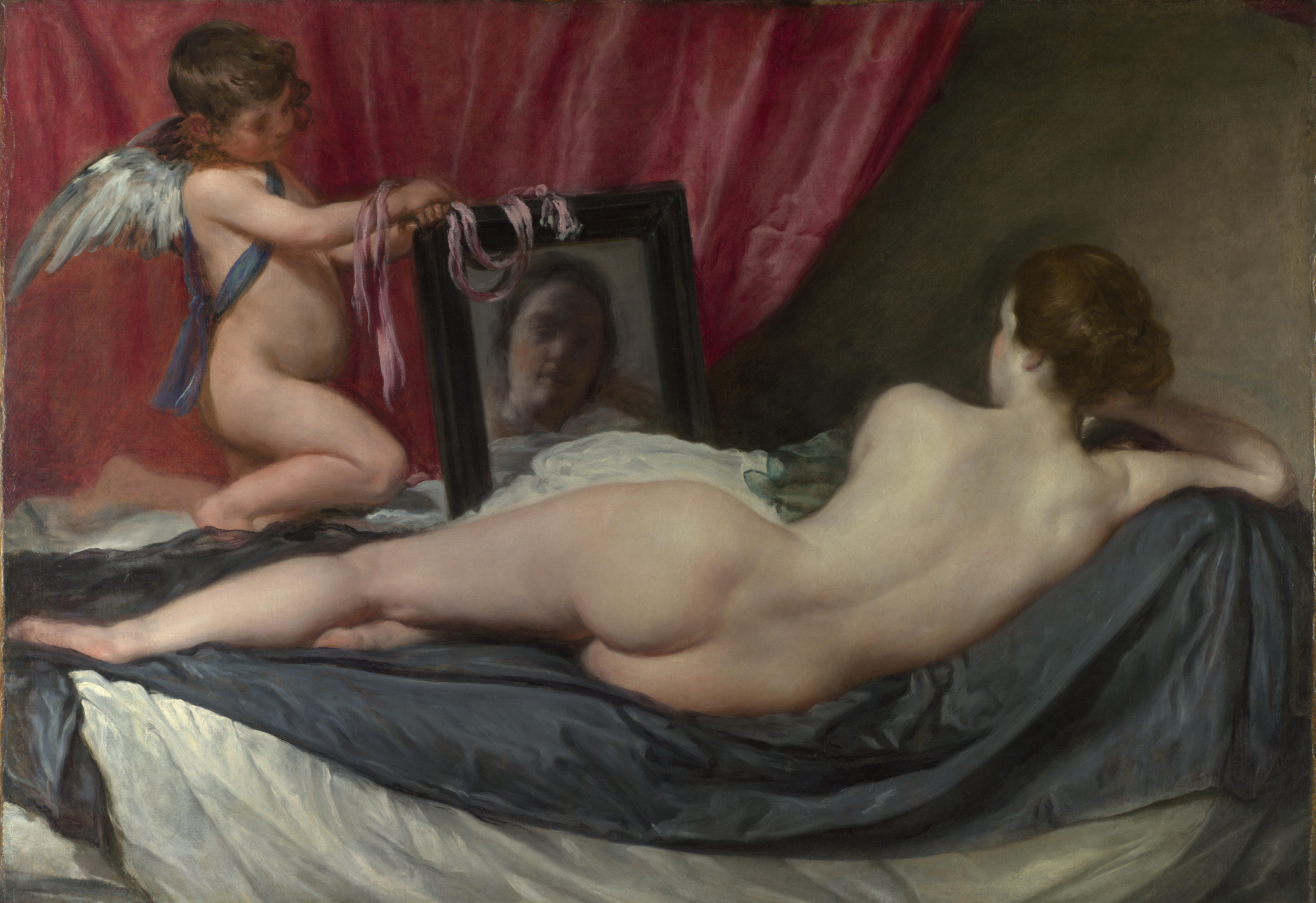
Vênus do espelho, de 1644 - 1648, no National Gallery de Londres

O espelho do quadro tem uma medida de cerca de trinta centímetros de altura, e as imagens do rei e a rainha estão, de maneira intencionada, difusas. Jonathan Miller pergunta:"O que teríamos de pensar das faces difusas do rei e a rainha no espelho? É pouco provável que fosse devido a uma imperfeição na óptica do espelho; de fato, quer-se mostrar este efeito da imagem do rei e a rainha". Um efeito similar encontra-se na Vênus do espelho, o único nu que Velázquez realizou; a face das personagens é visível, desvanece-se no espelho, para além de tudo realismo. O ângulo do espelho é tão forte que "embora normalmente seja descrita como que se está olhando em ele, está de maneira desconcertante olhando-nos." De maneira humorística, Miller também comenta que, além do espelho representado em As Meninas, podemos imaginar a existência de outro espelho que não aparece no quadro, sem o qual seria difícil que Velázquez pudesse pintar a ele próprio, auto-retratando-se.

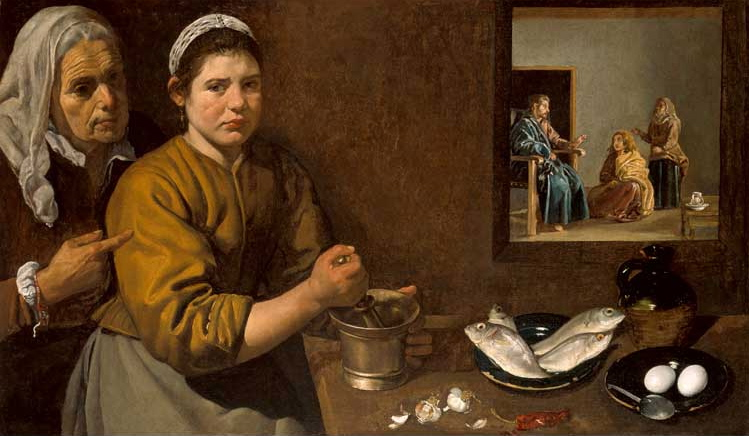
Cristo na casa de Marta e Maria, de Diego Velázquez, 1618

Numerosos aspectos d´As Meninas estão relacionados com outras obras procedentes de Velázquez, onde é utilizado e brinca com os mesmos recursos. Segundo López-Rey, à parte d'O casal Arnolfini, o quadro que mais se acerca a As Meninas é o Cristo na casa de Marta e Maria, tela que Velázquez pintou em 1618, por volta de quarenta anos antes, em Sevilha; neste quadro pode-se detectar uma imagem no fundo como se fora uma janela que dá a outro cômodo, ou que também pudesse ser um espelho.
Em 1964, antes da restauração do Cristo na casa de Marta e Maria, numerosos historiadores de arte viam a cena que parece incrustada em cima, à direita do quadro, como se fosse refletida num espelho, ou como se fosse outro quadro pendurado na parede. Este debate continuou, parcialmente, depois da restauração, embora segundo a National Gallery de Londres, que é onde está exposta a tela, Cristo e os seus acompanhantes são visíveis somente através de uma janela que dá a um cômodo contíguo. Os vestidos que aparecem em ambos os cômodos são também diferentes; os vestidos da cena principal são contemporâneos a Velázquez, enquanto os da cena onde se encontra Cristo utilizam os convênios iconográficos tradicionais para as cenas bíblicas. N´As fiandeiras, quadro pintado provavelmente um ano depois que As Meninas, aparecem representados duas cenas de Ovídio: num primeiro plano, com vestidos contemporâneos e no plano posterior, com vestidos antigos. Segundo a crítica Sira Dambe, "nesta tela, os aspectos da representação são tratados de maneira similar aos d´As Meninas."

## Opiniões
- O pintor barroco Luca Giordano em 1700 disse que representa a teologia da pintura.[43]
- O filósofo Théophile Gautier no século XIX à vista da pintura exclamou a famosa frase: Onde está o quadro?
- Thomas Lawrence, um dos melhores retratistas ingleses da geração do século XIX, a qualificou como a filosofia da arte.
- Stirling-Maxwell, dentro do livro  Annals of the Artists of Spain  de 1848, compara ... o realismo d'As Meninas com uma fotografia.
- O grande pintor do impressionismo Édouard Manet, depois de uma estância em Madrid o ano 1865 e visitar durante uns dias o Museu do Prado, expressou a sua surpresa diante a obra do pintor espanhol com a que se identificava pela sutileza do seu cromatismo e a chave de arte moderna que se abre com a sua obra.[44] Com esta impressão escreveu ao seu amigo, o pintor Henri Fantin-Latour, realizando o seguinte comentário: Velázquez, por si só, justifica a viagem. Os pintores de todas as escolas que o rodeiam, no museu de Madrid, parecem simples aprendizes. É o pintor dos pintores.
- José Ortega y Gasset, no seu livro Papeles sobre Velázquez, deixa escrito: O tema de Velázquez é sempre a instantaneidade de uma cena. Note-se que se uma cena é real consta, por obrigação, de instantes em cada um dos quais os movimentos são diferentes.
- Raffaelo Causa, na monografia dedicada a Diego Velázquez de la Pinacoteca de los Genios de 1965, descreve As Meninas assim: Uma série de retratos reunidos num sugestivo quadro de conjunto, que é como uma janela aberta de par em par e, de golpe, à rigorosa etiqueta de palácio. Todos as personagens que rodeiam a infanta Margarida foram identificadas; à esquerda está o auto-retrato do pintor.
- Também numa modalidade filosófica encontra-se a interpretação publicada em 1966 por Michel Foucault no seu texto sobre As Meninas, como um ensaio de introdução no seu livro  Les mots et les choses . Foucault considera a pintura como uma estrutura de conhecimento que convida o observador a participar na representação dentro de outra representação.[45]
- Em 1980, os críticos Snyder e Cohen observaram:

| “ | Velázquez queria que a imagem projetada no espelho dependesse do restante da tela pintada. Por que queria isto? A imagem luminosa do espelho parece refletir o rei e a rainha, mas faz um pouco mais, é contranatural. A imagem refletida é somente um reflexo. Um reflexo de que? Do dono da obra verdadeiro; da arte de Velázquez. | ” |

## Influência d'As Meninas de Velázquez

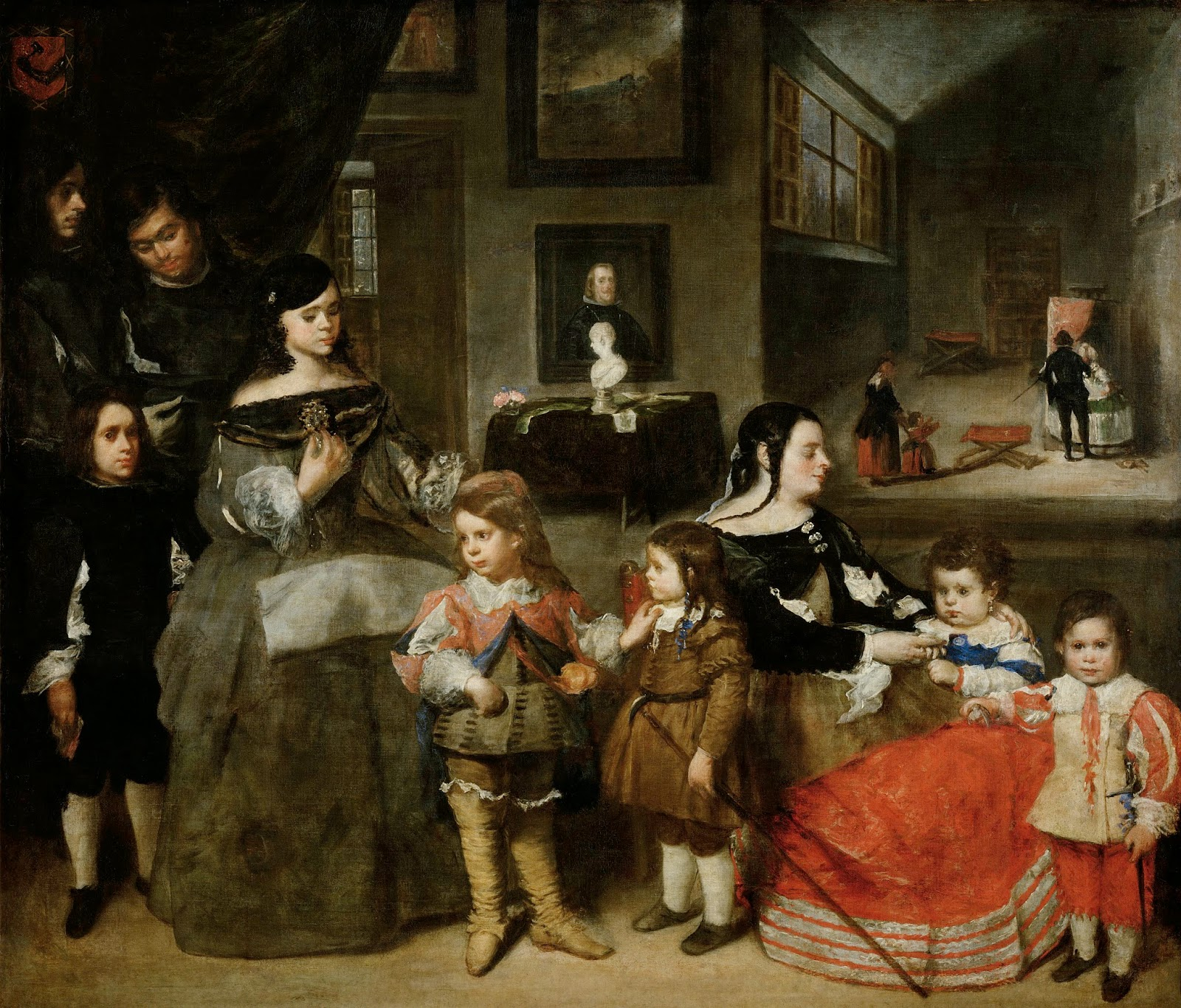
A família do pintor Juan Bautista Martínez del Mazo.

O primeiro seguidor de Velázquez foi sem dúvida o seu genro Juan Bautista del Mazo, pintor de câmara de Filipe IV no ano 1661. No retrato da infanta Margarida de Áustria de 1666, no plano posterior pode-se apreciar a colocação de Carlos II e a anã Mari Bárbola numa cena similar à d'As Meninas de Velázquez.
Também a ambientação e a disposição dos diversos elementos da sua obra A família do pintor Juan Bautista Martínez del Mazo, na que representa a toda a sua família e pessoal de serviço, remete sem dúvida a As Meninas.
Luca Giordano, em 1700, depois da sua viagem a Madrid, onde admirou o quadro de As Meninas, realizou uma pintura com o título Homenagem a Velázquez que se conserva na National Gallery de Londres.
Francisco de Goya y Lucientes, foi um pintor fortemente influenciado pela pintura de Velázquez. Quando entrou a trabalhar na corte espanhola, teve acesso às coleções de pintura da corte, e em 1778 publica uma série de água-fortes na que reproduz quadros de Velázquez. Também em 1800 realizou o retrato de A família de Carlos IV onde, num ato de homenagem ao pintor d'As Meninas, Goya auto-retrata-se olhando para o espectador à esquerda da família real, acerca-se nesta pintura à instantânea fotográfica, como já havia feito no quadro A família do infante Dom Luís de 1784, na que também se auto-retrata na parte esquerda como Velázquez.
| Obras de Francisco Goya com clara influência de Velázquez. | Obras de Francisco Goya com clara influência de Velázquez. |
| ---------------------------------------------------------- | ---------------------------------------------------------- |
|                                                            |                                                            |
| A família do infante Dom Luís. 1784.                       | A família de Carlos IV. 1800.                              |

O pintor estadunidense John Singer Sargent foi influenciado nos seus retratos por Velázquez, maiormente no quadro As filhas da família Boit, realizado em 1882, onde visava a captar o ar do interior como n'As Meninas. Conserva-se no Museu de Belas Artes de Boston.

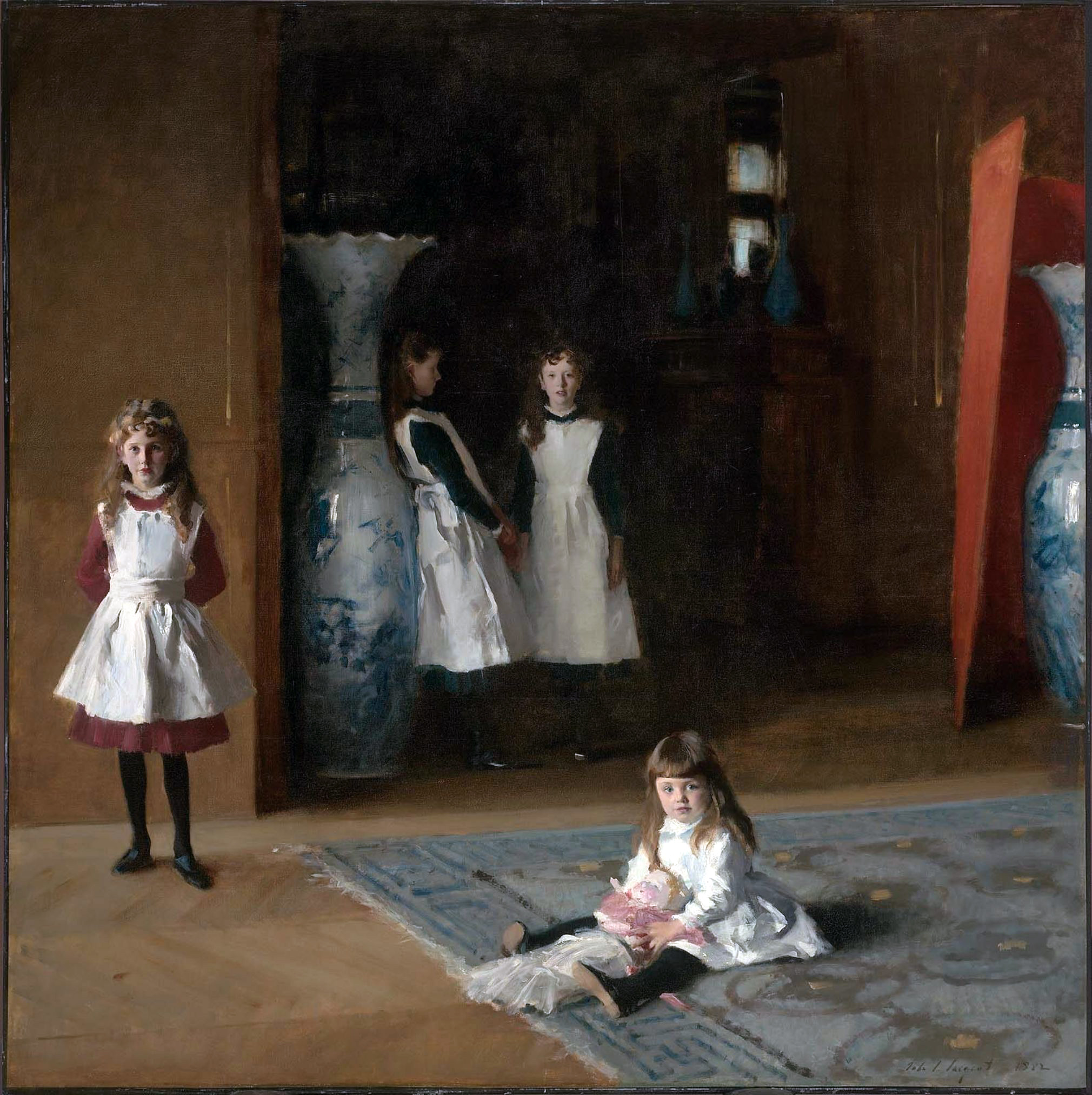
John Singer Sargent, As filhas da família Boit, 1882.

Salvador Dalí, em 1973, na sua pintura Quadro estereoscópico inacabado, consegue a multiplicação do espaço através de um espelho onde também aparece o seu auto-retrato em clara alusão a As Meninas.
Grande número de artistas realizaram obras a partir de As Meninas, entre os que destacam-se: Richard Hamilton,Cristóbal Toral, Antonio Saura, Equipo Crónica, também escultores uniram-se com obras relacionadas como Jorge Oteiza em 1958 com a escultura Homenagem às Meninas ou Manolo Valdés. Todos estes artistas foram reunidos para um grande exposição no Museu Picasso de Barcelona com o nome Oblidant Velázquez Les Menines durante 2008.
Picasso, seduzido por As Meninas, que já chamaram a atenção dele quando era novo, a 17 de agosto de 1957, começou a trabalhar em Cannes na elaboração de uma série com 58 interpretações da obra, que terminou no mês de dezembro do mesmo ano. A primeira interpretação pintou a cena completa e sem cor, somente com cinzentos, representou Velázquez com uma medida muito maior, a sua cabeça chega a tocar o teto e destaca-se sobremaneira no seu peito a cruz da ordem de Santiago. Os rostos das crianças Agustina Sarmiento e Isabel de Velasco fê-los com traços angulosos que contra-arrestam com as caras redondas como desenha a infanta Margarida e os anões Mari-Bárbola e Pertusato. Marcela de Ulloa e o seu acompanhante Diego Ruiz Azcona amostra-os como personagens fantasmagóricas postos dentro de uma espécie de féretros. Ressaltam os ganchos do teto que em Velázquez passam quase despercebidos, simplesmente são ganchos para as lâmpadas e na versão de Picasso os destaca dando a sensação de sala de torturas. Outra variante é a abertura de todos os vitrais do cômodo palatino. É praticamente em estilo cubista. A  30 de dezembro de 1957, Picasso concluiu a série de As Meninas com o retrato de Isabel de Velasco.
Em 2004, a artista de vídeo Eva Sussman filmou 89 Segundos no Alcázar, um quadro vivo de alta definição de vídeo inspirado n'As Meninas. O trabalho é uma reconstrução em 89 segundos do momento em que a família real e os seus cortesãos teriam vindo  até a configuração exata da pintura de Velázquez. Sussman contou com uma equipa de 35 pessoas, incluindo um arquiteto, um desenhista, um coreógrafo, um desenhista de vestidos, atores, atrizes e uma equipa de rodagem.
O escritor irlandês Oscar Wilde inspirou-se n'As Meninas para  o seu conto O aniversário da infanta.
O dramaturgo Antonio Buero Vallejo escreveu em 1959, uma obra de teatro: Las Meninas, estreada em Madrid a 9 de dezembro de 1960, sob a direção de José Tamayo.

## Uma misteriosa cópia na Inglaterra
Uma versão reduzida do quadro conserva-se no palácio campestre de Kingston Lacy, em Dorset, Inglaterra (Reino Unido). Diversos expertos como Matías Díaz Padrón insistem em que poderia ser um "modelo" pintado por Diego Velázquez antes que o original do Museu do Prado, acaso para que fosse aprovado pelo rei. Contudo, a maioria dos expertos crê que é uma cópia, talvez do século XVIII e, em qualquer caso, tem grande interesse ao não se conhecer nenhuma outra de tal quadro anterior ao século XIX.